# Проток људи (филм)
Проток људи је немачки документарни филм снимљен 2017. годин. у режији и копродукцији Аија Веивеија. Филм се бави глобалном избегличком кризом и радња прати животне приче избеглица из 23 државе укључујући Авганистан, Бангладеш, Француску, Грчку, Немачку, Ирак, Израел, Италију, Кенију, Мексико и Турску.

## О филму
Снимање филм „Проток људи” трајало је годину дана и током датог временског периода Аи Веивеи, у пратњи снимачке екипе, обишао је 40 избегличких кампова у 23 државе и разговарао са великим бројем избеглица. У филму су забележене њихове животне приче у којима су описане њихова потрага за склоништем, сигурношћу и правдом. Поред тога, филм приказује проблеме са којима се милиони избеглица сусрећу свакодневно попут глади, недостатка склоништа и здравствене неге. Филм има за циљ да гледаоцима на сликовит начин прикаже избегличку кризу и да омогући њено боље разумевање.